# 熱帶風暴桑卡 (2017年)
熱帶風暴桑卡（英語：Tropical Storm Sonca，國際編號：1708，聯合颱風警報中心：WP082017）是2017年太平洋颱風季第8個被命名的熱帶氣旋。「桑卡」（越南語：Sơn ca，國際音標：[səːn˧ kaː˧]）一名乃由越南所提供，即小雲雀，是一種居於深山中、啼聲美妙的雀鳥。

## 發展過程
在塔拉斯消散之後，西北太平洋變得非常活躍，當中更出現多個熱帶擾動，而美國海軍研究實驗室將一個於7月19日在菲律賓中部海域生成的低壓區給予擾動編號96W。系統在生成之後移入南海，而主流天氣機構從原本認為會有所發展改為不支持發展，更預計將會以低壓區級別登陸華南一帶，並一直從廣東向西部調整路徑，原因是當時的海溫受到塔拉斯吸收而消耗了大量能量，再加上南海附近出現風切，使其難以增強起來，但亦有部份天氣機構仍然支持其發展。此時，該擾動雖然在爆出對流，開始出現螺旋形態，然而雲帶卻散亂不堪，部份雲帶更脫離該系統，環流亦非常小。各大天氣機構繼續調整對系統的相關預測，由於受到副熱帶高壓脊壓制，移動路徑被調至海南岛，系統則一直緩慢發展，直到其移到南海中部，形態好轉起來，並且穩定地圍繞中心爆發對流，螺旋性漸見明顯，使聯合颱風警報中心跳過對擾動的評級，在7月21日上午2時升格到熱帶低氣壓08W，氣壓亦開始下降。香港天文台在之後的下午1時，宣佈該低壓區對香港的威脅不大，同時預計將會移向海南島。另一方面，部份天氣機構開始調強發展強度，日本氣象廳在3時30分也發佈實況，將此擾動升格至熱帶低氣壓，氣壓則為1006百帕斯卡，當時其雲帶已移到海南島的東南海域。不過，呂宋以東附近的海域又出現另外一個擾動，之後更被升格熱帶風暴，同時命名洛克，令此熱帶低氣壓路經存在更多變數。同日下午5時，中國氣象局中央氣象台發佈颱風快訊，跟隨日本氣象廳升格至熱帶低氣壓，當時集結在距離海南省瓊海市東偏南方向380公里的海面上，預料將以每小時8公里的速度向西北方向移動，一路維持著熱帶低氣壓。另外同日下午9時，香港天文台發布天氣稿，表示位於南海北部的低壓區正逐漸增強，一個熱帶氣旋似乎在形成中。縱使此熱帶低氣壓依舊在慢慢發展，雲帶開始向外伸展，但另外一個熱帶氣旋洛克已移入南海，並與其開始產生輕微的藤原效應，在海南島附近停滯不前。
當洛克掠過香港、移入深圳內陸逐步消散時，此熱帶低氣壓再度重新慢速移動。在7月22日下午5時，中國氣象局中央氣象台率將其升格至熱帶風暴，所探測到的氣壓為998百帕斯卡並仍在下降中，雨區更已開始影響海南島一帶，但日本氣象廳卻遲遲也未升格。直至第二日下午3時30分，日本氣象廳才升格至熱帶風暴和命名該熱帶氣於為桑卡，所探測到的氣壓為1000百帕斯卡，而香港天文台則於7月24日下午5時跟隨升格至熱帶風暴。各天氣機構預測中心桑卡將會以西北偏北移至海南島中部或海南島南部，然而不看好之後的發展，加上南海的風切強勁起來，於是維持熱帶風暴級別。之後，桑卡的移動路徑開始與各天氣機構的預測有不同，中心沒有登陸之餘更避開了海南島，使海南島只受到外圍雲帶影響，為當地帶來一定的風雨。桑卡避開了海南島後向西移動，中國氣象局中央氣象台在7月25日下午5時發佈颱風快訊，宣佈中心已於16時30分在越南廣平省登陸，登陸時中心附近最大風力有8級（20米/秒），中心最低氣壓996百帕。隨著中心深入寮國境內，受陸地摩擦影響而令强度漸漸減弱，日本氣象廳在同日下午8時將其降格為熱帶性低氣壓，而中國氣象局中央氣象台則在下午11時降格為熱帶性低氣壓。翌日上午8時，香港天文台降格為低壓區。7月30日上午8時，日本氣象廳在天氣圖中表示其已減弱並消散。
中國國家氣象中心在2018年5月1日發佈的「2017年熱帶氣旋最佳路徑數據」中，把桑卡的強度從每秒23米（每小時85公里）下調至每秒20米（每小時70公里），並把桑卡的中心氣壓上調至995百帕斯卡。

## 影響

### 中國大陸
當地發布之最高颱風預警信號： 颱風藍色預警信號

### 泰國
受桑卡影響，泰國東北部及北部44個府迎來強降雨，多處河流及水道水位高漲導致洪災，受災人數超過120萬，災區大多集中在東北部。至今23人死亡，2人失蹤。

## 熱帶氣旋警告使用紀錄

### 中國大陸
| 國家氣象中心 颱風預警信號 | 國家氣象中心 颱風預警信號 | 國家氣象中心 颱風預警信號 |
| ------------------------- | ------------------------- | ------------------------- |
| 上一熱帶氣旋              | 颱風藍色預警信號          | 下一熱帶氣旋              |
| 強熱帶風暴塔拉斯          | 颱風藍色預警信號          | 颱風納沙                  |

## 外部連結
| 太平洋颱風季             |
| 主題頁 - 專題 - 編輯指南 |

- （英文）颱風2000：各氣象部門對桑卡的預測路徑集合 （页面存档备份，存于）
- （英文）美國太空總署：相關資料
- （日語）日本氣象廳：數位颱風網資料（日文版 （页面存档备份，存于）、英文版 （页面存档备份，存于））、1708最佳路徑數據（日文版 （页面存档备份，存于）、英文版 （页面存档备份，存于））、2017年熱帶氣旋最佳路徑圖（日文版 （页面存档备份，存于）、英文版 （页面存档备份，存于））、2017年熱帶氣旋最佳路徑數據 （页面存档备份，存于） （页面存档备份，存于）
- （英文）美國聯合颱風警報中心：10W最佳路徑數據 （页面存档备份，存于）、最佳路徑圖 （页面存档备份，存于） （页面存档备份，存于）
- （英文）美國海軍研究實驗室：10W檔案[]
- （简体中文）中國國家氣象中心：2017年熱帶氣旋最佳路徑數據 （页面存档备份，存于）
- （繁體中文）臺灣交通部中央氣象局：颱風資料庫——轻度台风桑卡
- （繁體中文）香港天文台：2017年7月熱帶氣旋概述 （页面存档备份，存于）、實時天氣稿（7月21日 （页面存档备份，存于）－22日 （页面存档备份，存于）－23日 （页面存档备份，存于）－24日 （页面存档备份，存于）－25日 （页面存档备份，存于）－26日 （页面存档备份，存于）－27日 （页面存档备份，存于）－28日 （页面存档备份，存于）－29日 （页面存档备份，存于））